# Кваркваре III Джакелі
Кваркваре III Джакелі (груз. ყვარყვარე III ჯაყელი; 1469 — 1535) — атабег Самцхе (Месхетії) у 1518—1535 роках.

## Життєпис
Син атабега Кайхосро I. Після смерті батько близько 1502 року не зміг зайняти владу, відсторонений стрийком Мзечабуком. Втім за панування того обіймав важливі державні посади, набув військового досвіду.
1515 року, коли Мзечабук зрікся влади Квакваре знову спробував отримати трон Самцхе, але зазнав поразки від іншого стрийка Манучара. Кваркваре втік до Персії. Тут 1518 року в обмін на визнання зверхності шаха Ісмаїла I отримав військо, з яким повалив Манучара I. Останній в свою чергу отримав допомогу від османського султана Селіма I, але Кваркваре III завдав рішучої поразки претенденту в битві біля Ерзурума. З цього часу зміцнився в Самцхе.
Поступово все більше посилювався перський політичний, економічний і культурний вплив в князівстві, що спричинило невдоволення місцевої знаті та духовенства. Водночас османський султан також був невдоволений проперської позицією атабега, тому відправив 1520 року проти нього війська. Але Кваркваре III отаборився в гірських фортецях, тому османи рушили до Картлі, яке частково сплюндрували. На зворотному шляху атабег їх не атакував. Ха цим уклав союз з Давидом X. спрямований проти Персії. У відповідь 1522 року перські війська атакували Самцхе.
В наступні роки дотримувався союзу з новим картлійським царем Георгієм IX. Втім повалення останнього 1534 року погіршило становище Самцхе. Цим вирішив скористалися Баграт III, цар Імеретії, і Луарсаб I, цар Картлі, які 1535 року вдерлися до країни, завдавши поразки Кваркваре III у битві біля Мур'яхеті (неподалік Ахалкалакі), де атабег потрапив у полон. Невдовзі за цим помер у в'язниці в Гелаті. Самцхе було приєднано до Імеретії, Джавахетія — до Картлі, а Аджарія й Чанеті — до Гурії. Родина Кваркваре III встигла втекти до Османської імперії.

## Родина
Дружина — Анна, донька князя Сулхана Шаліскашвілі
Діти:
- Мзечабук (д/н—1532/1535)
- Кайхосро (1523—1573), атабег Самцхе